# SN 2000fe
SN 2000fe – supernowa typu II odkryta 8 grudnia 2000 roku w galaktyce M+08-17-63. W momencie odkrycia miała maksymalną jasność 16,40m.